# Schloss Pallaus

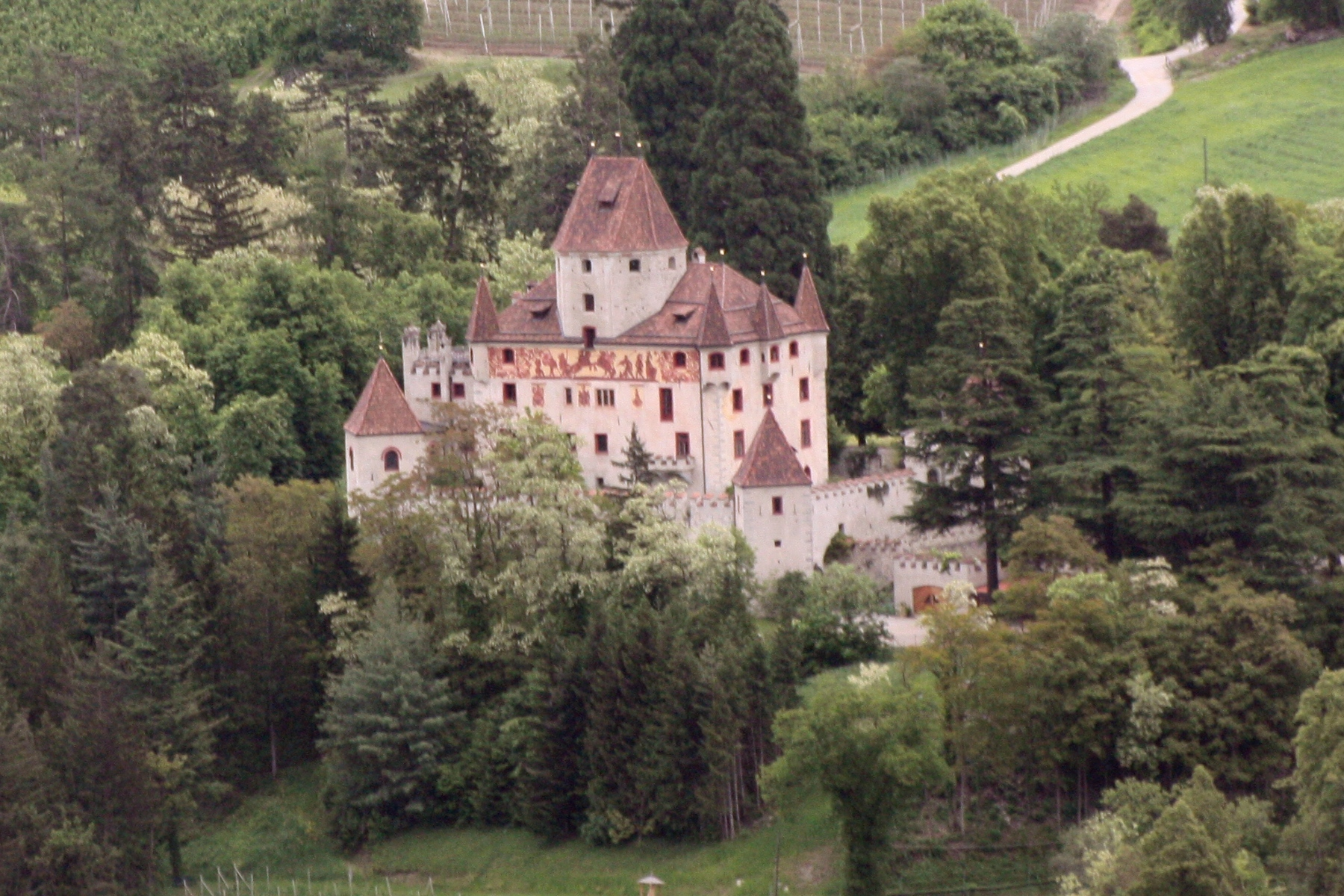
Schloss Pallaus

Schloss Pal(l)aus ist ein geschütztes Baudenkmal in Sarns, einer Fraktion der Gemeinde Brixen in Südtirol.

## Geschichte
Das Gebiet war zunächst als Lehen der Bischöfe von Brixen in den Händen der Herren von Rodank. Um den mittelalterlichen, von Jakob von Kampan begonnenen unvollendeten Wohnturmes aus dem 13. Jahrhundert, der heute etwa 23 m hoch ist, ließen dort Anfang des 15. Jahrhunderts die Brüder Nikolaus und Hans Pallaus „auf dem Bichl“ den heutigen schlossartigen Ansitz errichten. Die Familie bekleidete seit 1426 in Sarns das erbliche Amt des Küchenmeiers. 1497 adelte Kaiser Maximilian I. die Pallaus und erhob ihren Wohnsitz zum Edelsitz. Des Weiteren erhielten die Nobilitierten die Erlaubnis, sich danach „Pallauser von Pallaus“ zu nennen. Die Bauarbeiten waren bis 1515 abgeschlossen. Der Wohntrakt ist von einer Zinnenmauer mit Ecktürmchen umgeben. 1753 wurde das Geschlecht mit dem Hauptmann Johann Anton von Pallaus in den erblichen Freiherrenstand erhoben. In den Koalitionskriegen nahmen französische Truppen auf dem Schloss Quartier. 1861 kaufte das Schloss Karl Freiherr von Unterrichter, der Umbau- und Erweiterungsarbeiten vornahm. Am 8. September 1986 erfolgte die Unterschutzstellung von Seiten des Südtiroler Landesdenkmalamtes. Von 1995 bis 1998 restaurierte die Familie Schmidhammer-Tratter den Ansitz, die ihn heute noch bewohnt. Das Schloss befindet sich in Privatbesitz und kann nicht besichtigt werden.